# Moto Racer 3
Moto Racer 3 è un videogioco di motociclismo per PC ideato da Delphine e pubblicato da Infogrames. È stato pubblicato in Europa il 7 dicembre 2001 e in America del Nord il 31 gennaio 2002. Fa parte della serie Moto Racer ed è il successore di Moto Racer 2. Moto Racer 3 aggiunge al suo predecessore altre modalità di gioco e la modalità multiplayer.

## Modalità di gioco
Il giocatore controlla un motociclista in gare su terreni diversi. Il gioco non ha una modalità carriera, ma contiene invece quattro modalità di gioco: Speed, Motocross, Freestyle, Trial e Traffic.
La modalità Speed pone il giocatore in percorsi con lunghi rettilinei e curve lievi, in modo da consentire alla moto di raggiungere alte velocità. La modalità Motocross si svolge in sterrati che rendono difficile la guida. La modalità Freestyle dà al giocatore un limite di tempo per eseguire il maggior numero possibile di trick al fine di guadagnare punti. La modalità Trial consiste nell'affrontare un percorso a ostacoli senza cadere. Infine, la modalità Traffic è una gara per le strade trafficate di Parigi.
Ogni volta che il giocatore guadagna dei punti che può utilizzare per sbloccare nuovi percorsi e moto.